# Al-Tuhamy Mohamed Khaled
Al-Tuhamy Mohamed Khaled, né en 1942 près de Janzour et mort le 12 février 2021, est un militaire libyen, ancien chef de l'Agence de sécurité intérieure (ISA). Il est poursuivi par la Cour pénale internationale pour des actes commis pendant la première guerre civile libyenne.

## Biographie
Al-Tuhamy Mohamed Khaled est un ancien lieutenant-général des forces armées libyennes. Lors de la première guerre civile libyenne, en tant que dirigeant de l'Agence de sécurité intérieure, il exécutait les ordres de Mouammar Kadhafi, en particulier pour les activités de surveillance, d'enquête, d'arrestation, de placement en détention et de torture des opposants politiques. Au printemps 2011, Khaled est placé par le gouvernement américain sur une liste d'individus faisant l'objet de sanctions économiques (gel des avoirs) conformément à l'Executive Order 13566. Il serait détenteur d'au moins dix passeports « dont certains délivrés sous d'autres identités que la sienne ».

### Informations générales sur l'Agence de sécurité intérieure
Selon Human Rights Watch, l'ISA pratiquait des détentions arbitraires (personnes acquittées ou ayant purgé leur peine) avant le déclenchement de la guerre civile et ce malgré les protestations du Ministère de la justice.
En septembre 2011, Amnesty international documente les violations des droits de l'homme dans le conflit en cours, actes attribuables tant aux forces régulières qu'aux groupes rebelles. Selon l'ONG, dans la perspective des manifestations du 17 février 2011, des forces de sécurité en civil — identifiées comme membres de l'ISA ou soupçonnées d'en faire partie — ont arrêté des opposants au régime (écrivains, militants pro-démocratie) dans différentes villes du pays. Si certains ont été relâchés quelques mois plus tard, le sort de beaucoup d'entre eux reste inconnu. En outre, différents témoignages de détenus, notamment à Syrte, laissent à penser que les mauvais traitements et la torture étaient pratiqués. En ce sens, un individu déclare :   

« J'ai été menotté et ai eu les yeux bandés tout le temps [...] Ils m'ont battu avec la crosse de leur fusil et d'autres objets ; ils ont tiré en l'air puis m'ont brûlé la peau avec le canon encore chaud ; ils m'ont suspendu à un mur ou à une porte par les poignets attachés dans le dos ; c'était très douloureux »

## Poursuites devant la Cour pénale internationale
Le 18 avril 2013, un mandat d'arrêt confidentiel est lancé à l'encontre d'Al-Tuhamy Mohamed Khaled ; les scellés sont levés le 24 avril 2017, afin de « favoriser l'arrestation du suspect par les membres de la communauté internationale ».
Il ressort du mandat d'arrêt qu'entre février et août 2011, des membres de l'ISA auraient arrêté puis détenu des individus soupçonnés d'être opposés au régime de Kadhafi en leur faisant subir « diverses formes de brutalités, notamment des passages à tabac, des séances d'électrocution, des actes de violence sexuelle et de viol, l'isolation, la privation d'eau et de nourriture, des conditions de détention inhumaines, des simulacres d'exécution, et des menaces de mort et de viol, en divers lieux à travers la Libye et notamment à Zawiya, Tripoli, Tajoura, Misrata, Syrte, Benghazi et Tawargha ». Ces actes sont constitutifs de crimes contre l'humanité et de crimes de guerre ; Khaled est poursuivi, d'une part en tant qu'auteur pour sa participation, contribution ou commission et, d'autre part, en tant que supérieur hiérarchique qui avait l'autorité et le contrôle effectif sur ses subordonnés,.
En mai 2017, Interpol publie une notice rouge le visant,.
En novembre 2019, Fatou Bensouda rappelle que tous les Etats doivent coopérer avec la Cour et note en particulier qu'une demande a été adressée en ce sens à l'Egypte puisque selon les dernières informations, le suspect résiderait toujours dans la ville du Caire,,.
En mai 2020, la mission de représentation des États-Unis auprès de l'ONU déclare que les auteurs de crimes internationaux — dont Saïf al-Islam Kadhafi, Mahmoud al-Werfalli, Al-Tuhamy Mohamed Khaled et Abdullah al-Senussi — « doivent être traduits en justice » mais en utilisant « les bons outils ».
Il meurt le 12 février 2021 de complications dues à la COVID-19,.